# Den radikala reformationen
Den radikala reformationen refererar till ett antal radikala reformationsrörelser under 1500-talet, som står i motsättning till den lutherska och den kalvinska reformationen. Begreppet omfattar olika grupper såsom anabaptisterna (döparrörelsen), unitarierna (antitrinitarierna), spiritualisterna (svärmare) och personer såsom Thomas Müntzer. Ett snarlikt begrepp är restorationism.
Anabaptisterna (tidigare också kallade vederdöpare) förkastar barndopet och praktiserar i stället dop vid medveten ålder då personen upptas i församlingen. Unitarierna avvisar läran om treenigheten och betonar den rationella. Spiritualismen betonade andligheten och den heliga andens direkta verkan i hjärtat genom ett "inre ord". Spiritualismen var betydligt radikalare i sin kritik av kyrkan än Martin Luther och blev föremål för hans hätska kritik. Luther betonade konsekvent att Andens verkan hos människan förmedlas genom nådemedel, Guds ord och sakramenten. 
De viktigaste tidiga radikala reformatorerna kom från Tyskland, och var Sebastian Franck, Valentin Weigel, Caspar von Schwenckfeld och Johann Georg Gichtel. Martin Luther kallade dem "svärmeandar". Somliga radikala reformatorer som Thomas Müntzer var politiskt radikala och understödde bönderna i tyska bondekriget. Andra, bland annat vissa döpargrupper, var istället pacifister och blev föregångare till bland andra mennoniter.

## Källa
- Nationalencyklopedin multimedia plus, 2000